# 披碱草
披碱草（学名：Elymus dahuricus）是一种多年生禾本科植物。这种植物主要分布于北半球寒温带，抗旱、耐寒和風沙、耐鹽堿，是一種常見的牧草，可存活五至八年。存在變種圆柱披碱草。